# Altamaha-ha
L'Altamaha-ha è un criptide acquatico del folklore georgiano, che secondo la leggenda vivrebbe nelle correnti acquatiche o le risaie abbandonate vicino al fiume Altamaha (infatti prende il nome da questo fiume), nel sud-est della Georgia, Stati Uniti d'America. Gli avvistamenti della creatura sono prevalentemente riportati nella città di Darien e ovunque nella Contea di McIntosh.